# TBC1D24
TBC1D24‏ (TBC1 domain family member 24) هوَ بروتين يُشَفر بواسطة جين TBC1D24 في الإنسان.